# 1233
El 1233 (MCCXXXIII) fou un any comú començat en dissabte del calendari julià.

## Esdeveniments
- 16 de juliol - Borriana (la Plana Baixa): Jaume I conquereix la vila: és el primer pas per conquerir València.[1]